# 천안 이시백 신도비
이시백 신도비는 대한민국 충청남도 천안시 동남구 광덕면에 있다. 1995년 5월 10일 천안시의 향토문화유산 제42호로 지정되었다.

## 개요
인조반정 정사공신 2등으로 책봉된 이시백의 신도비이다.